# Wiesfleck (Lindau)
Wiesfleck (mundartlich: də Wisflek) ist ein Gemeindeteil der bayerisch-schwäbischen Großen Kreisstadt Lindau (Bodensee).

## Geografie
Die Einöde liegt circa 5,5 Kilometer nordwestlich der Lindauer Insel. Westlich der Ortschaft fließt der Nonnenbach, der hier die Ländergrenze zu Kressbronn am Bodensee in Baden-Württemberg bildet.

## Ortsname
Der Ortsname stammt vom mittelhochdeutschen Wort  wisevlëcke  für Stück Wiese, freier Platz einer Wiese.

## Geschichte
Wiesfleck wurde erstmals urkundlich im Jahr 1626 als Flurname Nussfleck erwähnt. Hierbei handelt es sich vermutlich um einen Schreibfehler des Ortsnamens. Im Jahr 1818 wurde ein Haus im Ort gezählt. Der Ort gehörte einst zur Gemeinde Unterreitnau, die 1971 in der Gemeinde Reitnau aufging, welche ihrerseits 1976 in die Stadt Lindau eingemeindet wurde.